# Permafrost

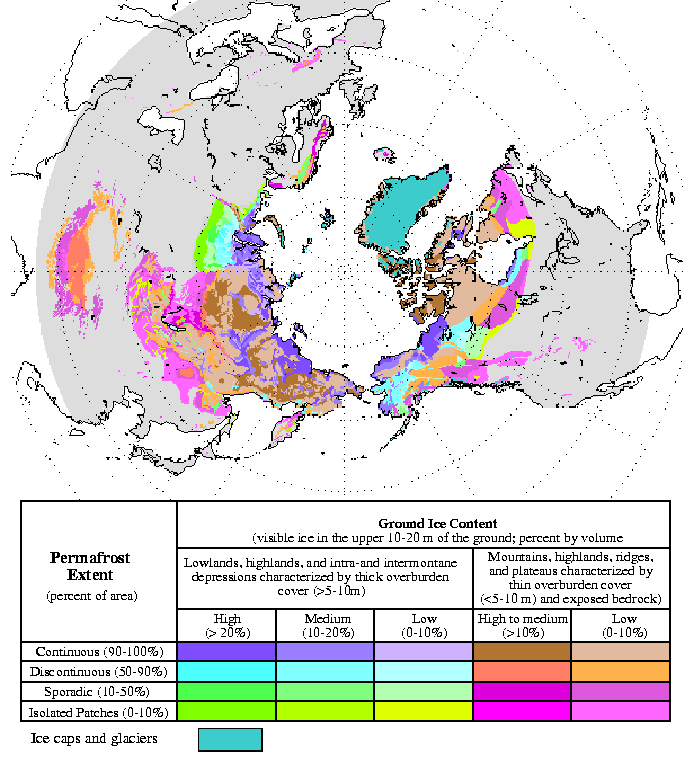
Permafrost

Pergelisol (din franceză) sau permafrost (din engleză) este un termen care definește solurile înghețate  tot timpul anului la o adâncime între 2 și 15 m.
Regiunile de permafrost se află în ținuturile cu climat polar, unde temperatura medie anuală nu depășește -1 °C și cantitatea medie anuală de precipitații este sub 1.000 mm. Regiunile de permafrost se află în regiunea polară, regiunile munților înalți acoperite de ghețari, în aceste regiuni existând numai o vegetație săracă de tundră. Ținuturile de permafrost ocupă un procent de 20-25 % din suprafața de uscat a pământului. Regiunile unde domină solurile permanent înghețate se află în Groenlanda, 99 %, Alaska, 80 %, Rusia, 50 %, Canada, 40-50 % și China, 20 %. Aceste regiuni poziționate exact din punct geografic se află în Canada de nord, Alaska de nord, toată suprafața Groenlandei, nordul Scandinaviei și regiunile din Siberia de nord, ce se întinde până în nordul Mongoliei.

## Istorie
“În contrast cu lipsa relativă a rapoartelor privind pământul înghețat din America de Nord înainte de al doilea război mondial, o literatură vastă privind aspectele inginerești ale permafrostului era disponibilă în limba rusă. Începând cu anul 1942, Siemon William Muller a intrat în literatura rusă deținută de Biblioteca Congresului și Biblioteca de Studii Geologice din SUA, astfel încât el a fost capabil să furnizeze guvernului un ghid de domeniu tehnic și un raport tehnic despre permafrost până în 1943”, an în care a inventat termenul ca o contracție a terenului înghețat permanent. Deși a fost clasificat inițial (în calitate de ofițer al armatei americane, Studiu de inginerie strategică, nr.62, 1943), în 1947 a fost publicat un raport revizuit, considerat primul tratat nord-american pe această temă.